# Fliegerführer Stavanger
Fliegerführer Stavanger war die Bezeichnung einer Dienststellung bzw. einer Kommandobehörde auf Brigadeebene der deutschen Luftwaffe im Zweiten Weltkrieg.

## Geschichte
Die Dienststelle des Fliegerführers Stavanger wurde am 14. April 1940 in der vom Deutschen Reich besetzten norwegischen Stadt Stavanger aufgestellt. Sie war der Luftflotte 5 unterstellt und wurde im Januar 1941 aufgelöst.

## Fliegerführer
| Dienstgrad     | Name                 | Datum                       |
| -------------- | -------------------- | --------------------------- |
| Oberst         | Robert Fuchs         | 24. April 1940 bis Mai 1940 |
| Oberstleutnant | Martin Harlinghausen | Mai 1940 bis Januar 1941    |

## Unterstellung
| Unterstellung | von            | bis         |
| ------------- | -------------- | ----------- |
| Luftflotte 5  | 14. April 1940 | Januar 1941 |

## Unterstellte Verbände
| 25. Mai 1940 | |
| ------------ | --- |
| 25. Mai 1940 | I./Zerstörergeschwader 76; 4./Jagdgeschwader 77; 1./Fernaufklärungsgruppe 122; 3./Fernaufklärungsgruppe Ob.d.L; 1./Küstenfliegergruppe 106 |